# Gazera
Gazera es un género de lepidópteros de la familia Castniidae. Fue descrito por  Herrich-Schäffer en 1853, contiene la única especie: Gazera heliconioides. Se distribuye por Brasil, Perú, Ecuador, Guyana, y Guayana Francesa.

## Subespecies
- Gazera heliconioides heliconioides
- Gazera heliconioides dodona
- Gazera heliconioides fassli
- Gazera heliconioides obidona
- Gazera heliconioides micha